# ヨス・ホーイフェルト
ヨス・ホーイフェルト（Jos Hooiveld, 1983年4月22日 - ）は、オランダ・ドレンテ州ザイエン出身の元サッカー選手。現役時代のポジションはディフェンダー。

## 経歴
2010年1月11日、セルティックFCと3年半の契約を締結したと発表された。移籍金は約140万ポンド。同年1月30日に行われたハミルトン・アカデミカルFC戦で移籍後初出場を果たした。しかし続くキルマーノックFC戦で太腿を負傷し、そのシーズンはそれ以降試合に出場していない。2010-11シーズンは開幕戦にスタメン出場し、リーグ戦に復帰している。2011年1月、FCコペンハーゲンへレンタル移籍。
2011年8月にサウサンプトンFCにローンで加わるが、同年12月に完全移籍した。2014年9月、ノリッジ・シティFCにレンタル移籍。2015年1月26日、チャンピオンシップのミルウォールFCにシーズン終了までレンタルで加入した。
AIKソルナ退団後の2017年1月25日、FCトゥヴェンテと2年半の契約を結び10年振りに母国へ復帰した。
2018年6月5日、オレンジカウンティSCに移籍。同年12月30日に現役引退を表明した。

## 所属クラブ
- SCヘーレンフェーン 2003-2005

→ PECズヴォレ 2005-2006 (loan)
- カプフェンベルガーSV 2006-2007
- FCインテル・トゥルク 2007-2009
- AIKソルナ 2009-2010
- セルティックFC 2010-2011.12

→ FCコペンハーゲン 2011.1-2011.5 (loan)
→ サウサンプトンFC 2011.8-2011.12 (loan)
- サウサンプトンFC 2011.12-2015

→ ノリッジ・シティFC 2014-2015 (loan)
→ ミルウォールFC 2015 (loan)
- AIKソルナ 2015-2017
- FCトゥヴェンテ 2017-2018
- オレンジカウンティSC 2018

## タイトル

### クラブ
インテル・トゥルク
- ヴェイッカウスリーガ : 2008
- フィンランド・カップ : 2008

AIK
- アルスヴェンスカン : 2009
- スウェーデンカップ : 2009

コペンハーゲン
- デンマーク・スーペルリーガ : 2011-12

### 個人
- ヴェイッカウスリーガ年間最優秀ディフェンダー賞 : 2007, 2008
- アルスヴェンスカン年間最優秀選手賞 : 2009